# Psammotettix nemourensis
Psammotettix nemourensis är en insektsart som beskrevs av Matsumura 1908. Psammotettix nemourensis ingår i släktet Psammotettix och familjen dvärgstritar. Inga underarter finns listade i Catalogue of Life.